# Massimo Vincenti
Massimo Vincenti (10 novembre 1950) è uno sceneggiatore italiano di fumetti e cartoni animati.

## Carriera
È uno dei fondatori della Scuola Romana dei Fumetti. A metà degli anni '70 collabora con la Edi Periodici, scrivendo storie per Isabella. Scrive per le riviste a fumetti Intrepido (Edizioni Universo), Splatter (ACME) e Gore Scanners (Edi Periodici). Pubblica per ''Il Giornalino'' il personaggio di Alex Barzini, disegnato da Marco Soldi. Per la Sergio Bonelli Editore è autore di alcune storie di Nick Raider. Insieme a Stefano Santarelli ha scritto le sceneggiature della serie I Grandi Miti Greci a Fumetti di Luciano De Crescenzo, pubblicata da Mondadori/De Agostini. Ha realizzato le sceneggiature di diversi episodi della serie a cartoni animati Sandokan, prodotta dalla RAI.

## Premi
Nel 2012 è stato vincitore del premio Kineo-Diamanti al festival del cinema di Venezia per la serie animata RAI, Ulisse. Il mio nome è Nessuno di cui è creatore e autore delle sceneggiature, con Stefano Santarelli.